# Marie Borchardt (Schauspielerin, 1890)
Marie Borchardt (* 24. Oktober 1890 in Berlin; † 28. Februar 1969) war eine deutsche Schauspielerin und Schauspiellehrerin. Sie leitete nach dem Zweiten Weltkrieg die nach ihr benannte Berliner Schauspielschule Marie-Borchardt-Studio.

## Leben
Marie Borchardt wurde 1890 als Tochter des Sozialisten Bruno Borchardt in Berlin geboren. Im Alter von 16 Jahren wirkte sie in ihrer Heimatstadt bereits am Theater. Danach wirkte Borchardt an den Bühnen der Stadt Hamburg als Schauspielerin. Von 1916 bis 1919 war sie Mitglied der SPD, danach trat sie der KPD bei. In Hamburg war sie auch in gewerkschaftlich tätig und leitete als erster weiblicher Bezirksobmann den Bezirksverband Nordwest-Deutschland der Genossenschaft Deutscher Bühnen-Angehöriger. 1922 wurde sie wegen ihrer kommunistischen Gesinnung aus dem Verband ausgeschlossen. Mit Arnold Czempin gründete sie danach den Schutzverband der Bühnenangehörigen, den sie als Vorsitzende leitete.
Nach der Machtergreifung der Nazis sah sich ihr Vater massiven Repressalien ausgesetzt und wurde 1938 schließlich so schwer misshandelt, dass er an den Folgen verstarb. Nach wiederholten Denunziationen lebte auch Marie Borchardt daraufhin bis zum Kriegsende in der Illegalität. Danach zog sie wieder nach Berlin, wo sie ab 1945 für das Volksbildungsamt Wilmersdorf als Dramaturgin und Rezitatorin arbeitete.
Im gleichen Jahr gründete sie das Marie-Borchardt-Studio, in dem sie unter anderem Schauspieler wie Horst Jonischkan, Ellinor Vogel, Wolfgang Welsch, Gerhard Wollner und Marianne Wünscher ausbildete. 1947 trat sie der SED bei. Mit der Übersiedlung nach Ost-Berlin schloss sie das Studio im Januar 1953. In der DDR wirkte sie im Bezirksverband Berlin der Gewerkschaft Kunst als Vorstands- und Sekretariatsmitglied und war weiterhin als Schauspielpädagogin tätig.
Anlässlich ihres 70. Geburtstags wurde sie 1960 mit dem Vaterländischen Verdienstorden in Bronze ausgezeichnet.

## Filmografie
- 1960: Was wäre, wenn …?

## Hörspiele
- 1951: Karl Georg Egel: Einer von unseren Tagen – Regie: Gottfried Herrmann (Berliner Rundfunk)
- 1951: Karl Georg Egel: Das Lied von Helgoland – Regie: Gottfried Herrmann (Berliner Rundfunk)
- 1951: Oleksandr Kornijtschuk: Der Chirurg – Regie: Werner Stewe (Berliner Rundfunk)
- 1951: Marija Prileschajewa: Deine Freunde sind mit Dir (С тобой товарищи) (Rolle: Agafja Matwejewna)  – Regie: Gottfried Herrmann (Berliner Rundfunk)
- 1952: Nikolai Gogol: Die Heirat – Regie: Gottfried Herrmann (Berliner Rundfunk)
- 1957: Hans J. Rehfisch: Oberst Chabert (Marguerite) – Regie: Hans Busse (Deutschlandsender)